# День українського добровольця (монета)
«День украї́нського доброво́льця» — пам'ятна монета номіналом 10 гривень, випущена Національним банком України. Присвячена самовідданості, мужності та героїзму захисників незалежності, суверенітету і територіальної цілісності України — учасникам добровольчих формувань, які стали гордістю українського народу.
Монету введено в обіг 12 березня 2018 року. Вона належить до серії «Збройні Сили України».

## Опис та характеристики монети
| Номінал грн. | Метал                 | Маса, грам | Діаметр, мм. | Якість виготовлення | Гурт     | Тираж, штук |
| ------------ | --------------------- | ---------- | ------------ | ------------------- | -------- | ----------- |
| 10           | сплав на основі цинку | 12,4       | 30           | анциркулейтед       | рифлений | 1 000 000   |

### Аверс
На аверсі монети розміщено: угорі на рельєфному тлі — напис «УКРАЇНА», під яким — малий Державний Герб України, ліворуч і праворуч від якого цифри року карбування — «2018»; у центрі — стилізовану композицію: над схрещеними мечами зображено Фенікса як символ відродження; унизу — логотип Банкнотно-монетного двору Національного банку України та півколом номінал — «ДЕСЯТЬ ГРИВЕНЬ».

### Реверс
На реверсі монети на рельєфному тлі зображено карту України з написом «ХТО, ЯКЩО НЕ МИ»; по колу розміщено напис «ДЕНЬ УКРАЇНСЬКОГО ДОБРОВОЛЬЦЯ».

## Автори

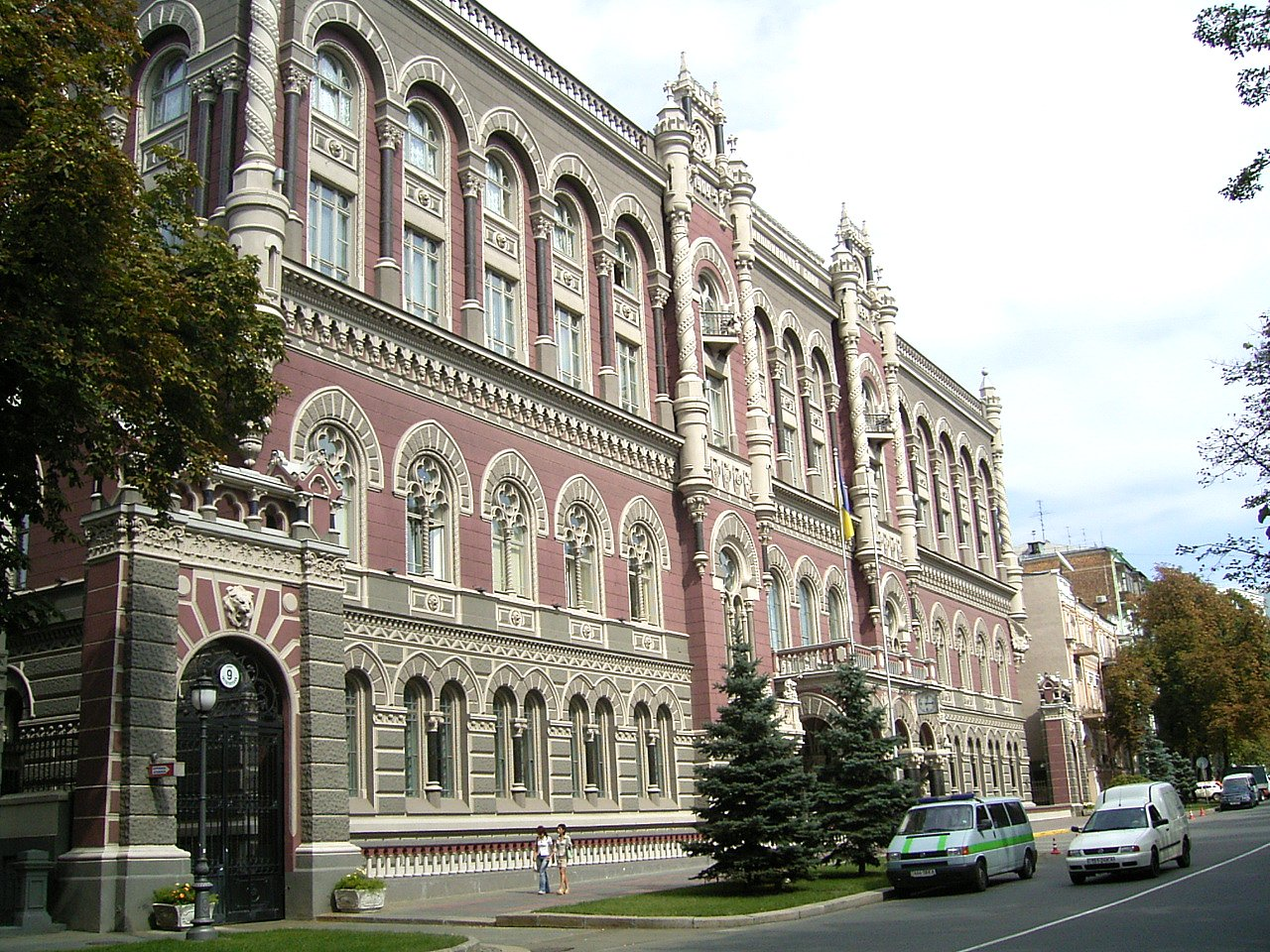
Будівля Національного банку України

- Художники: Таран Володимир, Харук Олександр, Харук Сергій.
- Скульптор — Атаманчук Володимир.

## Вартість монети
Під час введення монети в обіг 2018 року, Національний банк України розповсюджував монету через свої філії за номінальною вартістю — 10 гривень.
Фактична приблизна вартість монети, з роками змінювалася так:
| Рік       | 2018 | 2019 | 2020 | 2021 | 2022 | 2023 | 2024 | 2025 |
| --------- | ---- | ---- | ---- | ---- | ---- | ---- | ---- | ---- |
| Ціна, грн | 14   | 14   | 14   | 14   | 15   | 70   | 115  | 240  |

Всім, безперешкодно до 31 жовтня 2021 року на офіційних сторінках Інтернет-магазину нумізматичної продукції Національного банку України, можна було придбати монету за її номінальною вартістю 10 гривень.